# Liegi-Bastogne-Liegi 1977
La Liegi-Bastogne-Liegi 1977, sessantatreesima edizione della corsa, fu disputata il 24 aprile 1977 per un percorso di 243,5 km. Fu vinta dal francese Bernard Hinault, giunto al traguardo in 6h28'00" alla media di 37,655 km/h, precedendo il belga André Dierickx e il tedesco occidentale Dietrich Thurau.
Dei 143 ciclisti alla partenza furono in 24 a portare a termine la gara.

## Ordine d'arrivo (Top 10)
| Pos. | Corridore          | Squadra     | Tempo   |
| ---- | ------------------ | ----------- | ------- |
| 1    | Bernard Hinault    | Gitane      | 6h28'00 |
| 2    | André Dierickx     | Maes Pils   | s.t.    |
| 3    | Dietrich Thurau    | TI-Raleigh  | a 10"   |
| 4    | Roger De Vlaeminck | Brooklyn    | s.t.    |
| 5    | Freddy Maertens    | Flandria    | s.t.    |
| 6    | Eddy Merckx        | Fiat-France | s.t.    |
| 7    | Frans Verbeeck     | Ijsboerke   | a 6'39" |
| 8    | Michel Pollentier  | Flandria    | s.t.    |
| 9    | Ronald De Witte    | Brooklyn    | s.t.    |
| 10   | Joseph Bruyère     | Fiat France | s.t.    |